# Gai Eaton
Charles le Gai Eaton (également connu sous le nom de Hasan le Gai Eaton ou Hassan Abdul Hakim (1er janvier 1921, Lausanne - 26 février 2010, Londres) est un diplomate, écrivain et érudit soufi britannique.

## Biographie

### Jeunesse
Eaton est le fils de Francis Errington et de Ruth Frances Muddock avec laquelle il n’était pas marié. Pour raison de respectabilité, elle  affirme qu'il est le fils né de son mariage avec un canadien Charles Eaton. C'est lorsqu'il a 16 ans que sa mère lui révèle la véritable identité de son père. Élevé agnostique, sa curiosité métaphysique l'amène à s'intéresser à la philosophie à l'âge de 15 ans. Eaton fait ses études à la Charterhouse School et au King's College de Cambridge, où il  étudie l'histoire et entame une correspondance avec le romancier Leo Myers qui l'encourage à étudier les grandes religions orientales : le Védanta hindou, le taoïsme chinois et le bouddhisme zen, et à lire  René Guénon qui avait été influencé par celles-ci.

### Carrière diplomatique et premières publications
Pendant la Seconde Guerre mondiale, il est militaire dans l'armée britannique. Puis de la fin des années 1940 jusqu'au début des années 1950, il travaille comme chargé de cours, enseignant et rédacteur en chef de journaux en Égypte (à l'Université du Caire). C’est pendant cette période qu’il rédige son premier ouvrage The Richest Vein, publié en 1949, contenant des réflexions sur les religions orientales et sur certains écrivains occidentaux influencés par ces religions (dont Leo Myers et René Guénon). Il séjourne également en Jamaïque, avant de rejoindre le Service diplomatique britannique en 1959. En tant que diplomate, Eaton a notamment été affecté à l'avant-poste du Bureau des Colonies en Jamaïque et au bureau du haut-commissariat adjoint à Madras, en Inde, ainsi qu'à d'autres postes à Trinité-et-Tobago et au Ghana. Eaton retourne définitivement au Royaume-Uni en 1974 et met fin à sa carrière diplomatique trois ans plus tard. La même année  il publie King of the Castle: Choice and Responsibility in the Modern World, positivement accueilli, ce qui a contribué à établir sa réputation d'intellectuel sérieux de l'Islam.

### Écrivain  et soufi
C’est au Caire qu’Eaton commence à s’intéresser au soufisme, inspiré par son collègue l'universitaire soufi Martin Lings. Il commence à lire les ouvrages des maîtres soufis. En 1951, avec les encouragements de Martin Lings, Eaton se convertit à l'islam. Il est admis dans la tariqa Darqawiyya Alwiyya de Lings en 1975.
Peu de temps après, il est approché par Zaki Badawi, le nouveau directeur du Centre culturel islamique de la mosquée de Regent's Park à Londres, et invité à devenir son assistant et le rédacteur en chef de la revue du centre, The Islamic Quarterly ; il le restera pendant 22 ans. En 1996, il siège au comité de rédaction de la constitution du Muslim Council of Britain. En 2005, l'essai  The Concept of God in Islam est publié.
Eaton dénonce les despotes et les violations des droits de l'homme dans le monde musulman. Il critique aussi fréquemment l'opinion musulmane britannique dominante et pense que les musulmans eux-mêmes auraient dû renverser Saddam Hussein dans les années 2000. En ce qui concerne l'invasion de l'Irak en 2003, dans une entrevue avec le magazine Emel, il déclare : « Je suis très déchiré dans les deux cas et je ne sais vraiment pas que penser... [Saddam] était notre monstre, il aurait fallu que nous nous occupions de lui. Mais nous sommes tellement nuls et impuissants que nous laissons cela à d'autres qui ont leurs propres motivations et objectifs ». Dans le même article, Eaton appelle à la création d'une identité islamique britannique : « Il est temps que les musulmans de Grande-Bretagne s’assagissent, trouvent leur propre voie, forment une véritable communauté et découvrent un mode spécifiquement britannique de vivre l'islam. L'arrivée constante d'immigrants non scolarisés et non anglophones du sous-continent complique les choses. ».

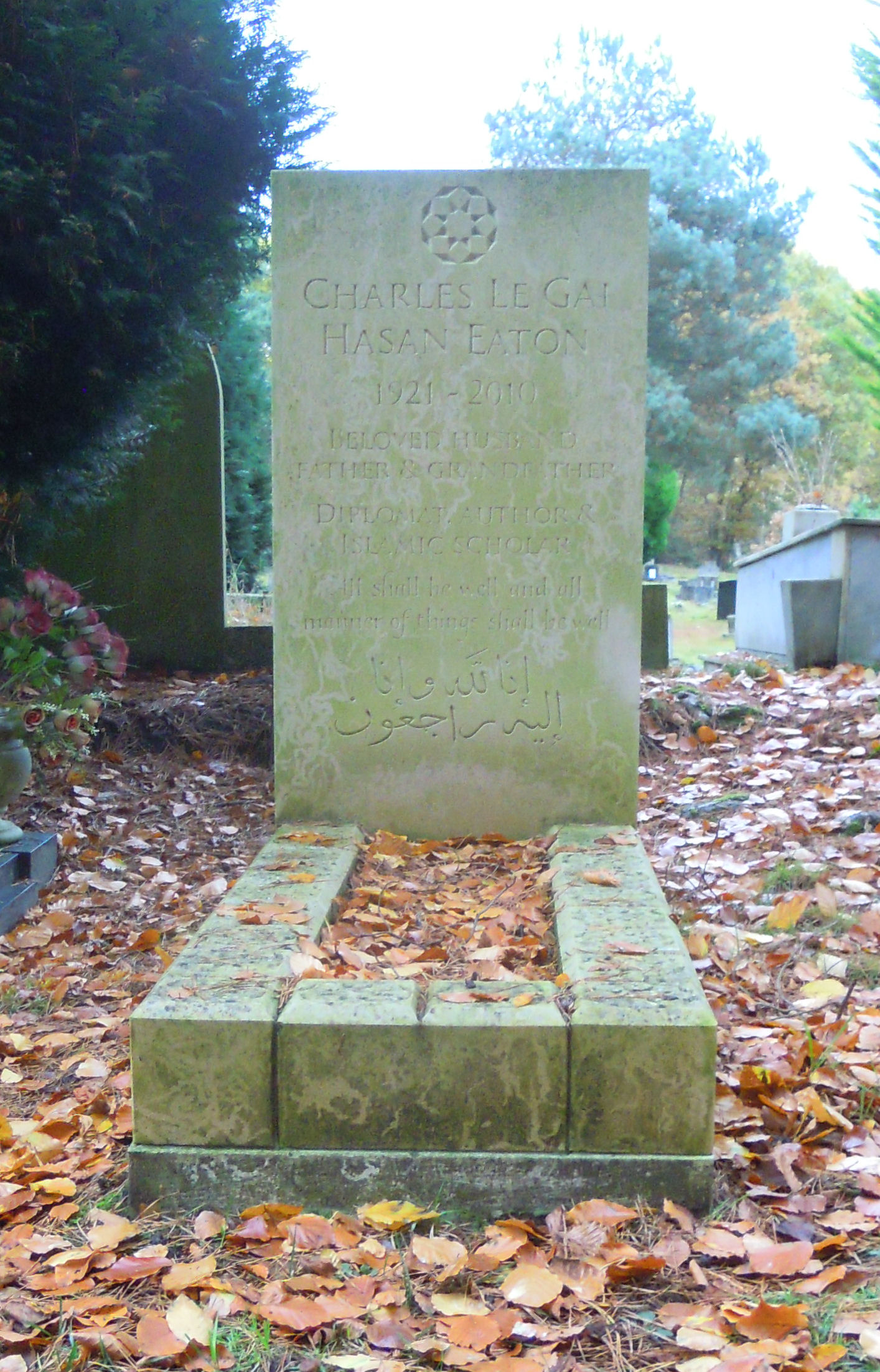
Sépulture de Gai Eaton au cimetière de Brookwood.

Son ouvrage Islam and the Destiny of Man (1994) figure sur la liste de Q News parmi les « 10 livres à lire avant d'entrer à l'université ». Remembering God: Reflections on Islam est publié en 2000. Il a fréquemment publié des articles dans Studies in Comparative Religion, revue trimestrielle sur la religion comparée et les études traditionnelles.
Son dernier opus, une  autobiographie, A Bad Beginning and the Path to Islam, a été publié par Archetype en janvier 2010.
De nombreux convertis britanniques à l'islam ont été inspirés par ses écrits, qui exposent l'islam aux lecteurs occidentaux, tant religieux que laïques.
Gai Eaton repose désormais au cimetière de Brookwood dans la section musulmane.